# Mitromorpha spreta
Mitromorpha spreta is een slakkensoort uit de familie van de Mitromorphidae. De wetenschappelijke naam van de soort is voor het eerst geldig gepubliceerd in 1864 door Adams A..